# Gilbert Scodeller
Gilbert Scodeller, né le 10 juin 1931 à Saint-Laurent-Blangy et mort le 13 avril 1989 à Arras, est un coureur cycliste professionnel français.

## Palmarès
- 1952
  - Paris-Valenciennes
- 1953
  - 1reb étape du Tour de la Manche
  - Grand Prix de Saint-Omer
  - 2e du Grand Prix de Fourmies
  - 3e du Tour de Picardie
- 1954
  - Paris-Tours
  - 4e étape du Tour de Champagne
  - Paris-Valenciennes
  - Circuit du Pévèle
- 1955
  - 2e de Paris-Bruxelles
  - 4e de Paris-Roubaix[1]
  - Vainqueur du Critérium International de Plonéour-Lanvern
- 1956
  - 2e du Circuit du Cher
  - 3e du Grand Prix d'Isbergues
  - 3e de Paris-Valenciennes
- 1957
  - 2e de Paris-Valenciennes
- 1958
  - Tour de l'Ouest
  - 3e du Circuit du Cher
- 1959
  - Grand Prix de Saint-Omer
  - Circuit d'Aquitaine
  - 2e du Circuit du Port de Dunkerque
- 1960
  - Circuit de la Vienne
  - 4e étape du Tour de Champagne
- 1960
  - 3e du Circuit de l'Indre

## Résultats sur les grands tours

### Tour de France
- 1954 : abandon (3e étape)
- 1955 : abandon (16e étape)
- 1956 : hors-délai (20e étape)

### Tour d'Italie
- 1958 : 75e